# Волосово (станция)
Во́лосово — станция Октябрьской железной дороги в Волосовском районе Ленинградской области на линии Мга — Ивангород. Расположена в центре города Волосово.
На станции имеется зал ожидания с билетной кассой (закрыта с февраля 2010), а также подземный пешеходный переход под путями.
Для посадки и высадки пассажиров используется 1 низкая платформа с северной стороны станции. В 2009 году построена высокая платформа с южной стороны станции.
На станции останавливаются все проходящие через неё пригородные поезда:                                                                                    
- 6661 Санкт-Петербург, Балтийский вокзал — Ивангород
- 6662 Ивангород — Санкт-Петербург, Балтийский вокзал
- 6673 Санкт-Петербург, Балтийский вокзал — Сланцы
- 6674 Сланцы — Санкт-Петербург, Балтийский вокзал[2]
- 6685 Санкт-Петербург, Балтийский вокзал — станция Волосово
- 6686 станция Волосово — Санкт-Петербург, Балтийский вокзал[3]

У станции расположен автобусный вокзал.
В ходе реконструкции железнодорожной линии Мга — Ивангород в 2016 году была закончена электрификация путей станции.

## История
Станция была построена в полукилометре от деревни Волосово, и названа по имени деревни. Первоначально станция состояла из вокзального здания в 56 квадратных саженей полезной площади, небольшого пакгауза и жилого дома станционной стражи. На вокзальной площади располагались 3 лавки, чайная, постоялый двор и трактир, которым владел купец второй гильдии Чернышёв. Центральной улицей деревни являлось Губаницкое шоссе (ныне проспект Вингиссара), которое начиналось от вокзала. К концу XIX века станция Волосово стала остановочным пунктом Балтийской железной дороги.
Военно-электрической школой в 1903 году, впервые в России, из Петербурга на станцию Волосово было передано беспроволочное сообщение на расстояние 70 вёрст. Это было первое радиотелеграфное сообщение в России, переданное на таком значительном расстоянии.

## Фото

Станция Волосово в начале 1940-х годов
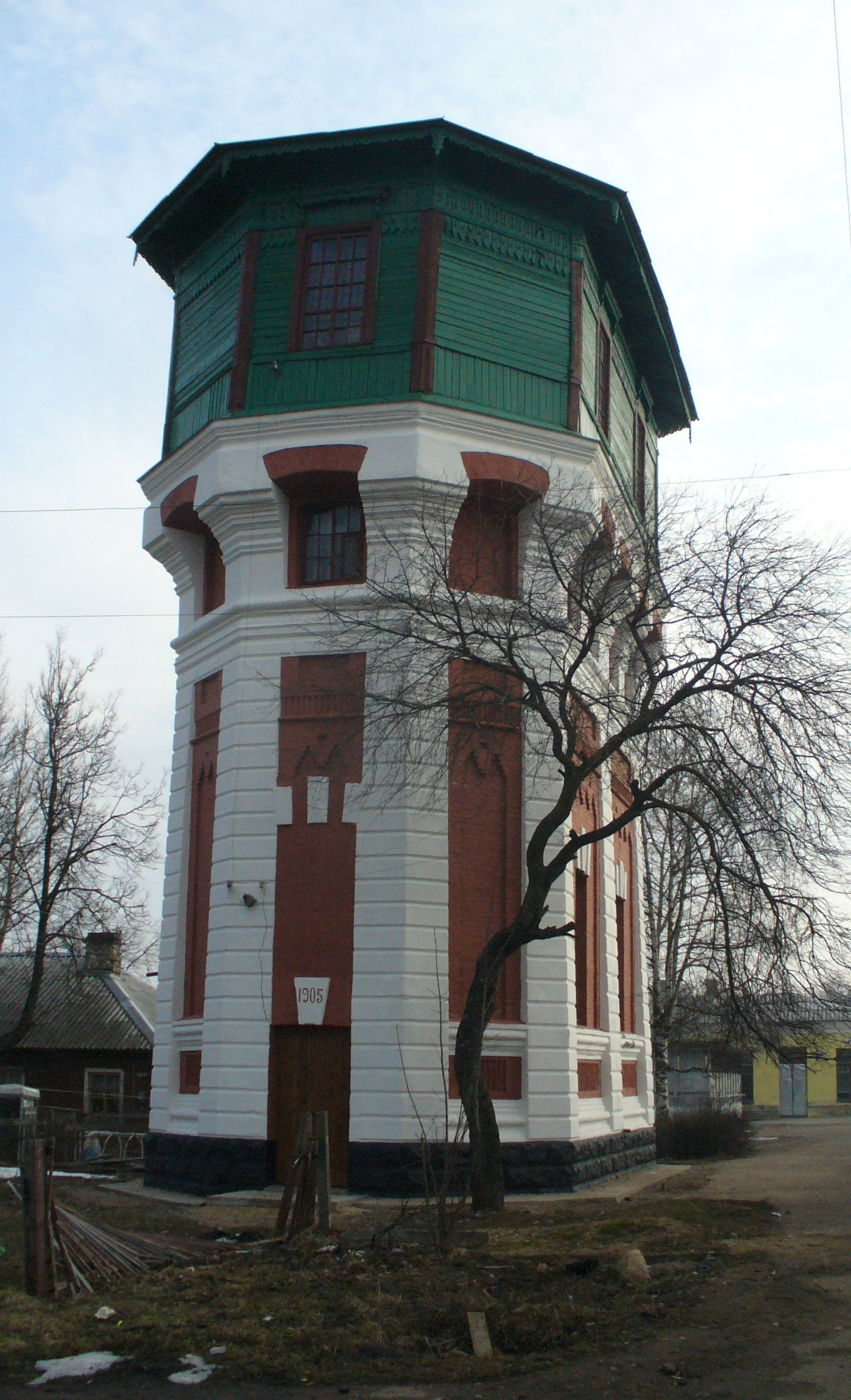
Водонапорная башня